# Comunidad de aprendizaje
Comunidad de Aprendizaje (Learning Community) se refiere a un modelo educativo basado en los principios y prácticas de inclusión, igualdad y diálogo. Antecedentes de las comunidades de aprendizaje tiene por objetivos la transformación social y educativa. Comunidades de Aprendizaje: un proyecto de transformación social y educativa que va dirigido a centros de primaria y secundaria.
Monográfico sobre Comunidades de Aprendizaje. Revista Interuniversitaria de Formación del Profesorado continuación de la antigua Revista de Escuelas Normales. 67, 24. Proyectos basados en los principios del modelo educativo de comunidad de aprendizaje suelen aplicarse en la educación formal y no formal como estrategia para mejorar los resultados de la formación y generar las bases de una convivencia solidaria.
La interacción es el aspecto central de una experiencia educativa, y cuando se intenta promover el desarrollo del pensamiento crítico y reflexivo mediante estrategias de modelamiento y andamiaje, se requiere que la interacción sea más sistemática y estructurada.
Su objetivo es el cambio en la práctica educativa para conseguir la utopía de aquella escuela que todo el mundo quiera tener y, sobre todo, hacer realidad el sueño de que ningún niño ni niña quede marginado/a o etiquetado/a por la procedencia de su clase social, etnia, estatus económico, género, etc.

## Definición
Se puede definir comunidad de aprendizaje como:  “el resultado de la transformación social y cultural de un centro educativo y de su entorno mediante una educación integrada, participativa y permanente, basada en el aprendizaje dialógico” Se trabaja la educación de calidad gracias a un profesorado más autónomo para innovar, experimentar y aprender en las aulas y donde las familia y la comunidad en general sean partícipes activas en la educación integral de sus hijos e hijas. Las comunidades de aprendizaje son una apuesta por la igualdad educativa en el marco de la sociedad de la información para combatir las situaciones de desigualdad de muchas personas.
El concepto de comunidad se ha ido desarrollando los últimos 10 a 15 años, como consecuencia del reconocimiento de las necesidades de la innovación educativa y con los requerimientos de la educación actual.

## Historia
Las comunidades de aprendizaje comenzaron a ganar popularidad en las universidades estadounidenses, entre las que se destaca el Centre of Educational Research of Stanford Unviersity, durante las décadas de 1980 y 1990. En el ámbito iberoaméricano la primera comunidad de aprendizaje surgió en 1978 con el centro de educación de personas adultas de La Verneda Sant Martí.
Las comunidades de aprendizaje son el resultado de la investigación que
s

## Evolución
A diferencia de en las aulas tradicionales, heredadas de la sociedad industrial,  en este modelo educativo no solo hay un maestro que explica ciertos contenidos académicos. En las comunidades de aprendizaje encontramos a varias personas adultas, entre las que se incluyen voluntarios y voluntarias comprometidos con la educación que apoyan el proceso de aprendizaje, aportando diferentes perfiles y diversidad a las aulas. Estos voluntarios, entre otros, pueden ser familiares, exalumnos o participantes de asociaciones del barrio o la ciudad.

## Principios pedagógicos compartidos en una comunidad de aprendizaje
- Creación de una organización y un ambiente de aprendizaje.
- Los procesos de enseñanza-aprendizaje son el centro de la institución escolar.
- La enseñanza tiene propósitos, tales como: la enseñanza se planifica para el colectivo y se establecen finalidades claras, expresadas y compartidas por la comunidad.
- Todos los colectivos implicados parten de altas expectativas y también las fomentan en el resto.
- El desarrollo de la autoestima.
- La evaluación continúa y sistemática.
- La participación del alumnado, de la familia y de la comunidad.
- El liderazgo escolar es compartido.
- La educación entre iguales.
- [./https://portalsej.jalisco.gob.mx/wp-content/uploads/2020/01/20190711%20documento%20cav.pdf (enlace roto disponible en Internet Archive; véase el historial, la primera versión y la última). Dignificar] la vida humana.

## Fase de transformación a comunidad de aprendizaje
En la formación de Comunidades de Aprendizaje se dan dos pre-fases: sensibilización y toma de decisión. La sensibilización recoge unas sesiones de formación continua de unas 30 horas donde se explica y discute la sociedad de la información en la que nos encontramos y los conocimientos que requerirán los niños y niñas que en los próximos años trabajarán en ella. Tras la fase de sensibilización, es preciso que la comunidad tome la decisión de iniciar el proyecto de transformación del centro en Comunidad de Aprendizaje. Una vez que el claustro, apoyado por la comunidad, se ha comprometido a llevar hacia delante el proyecto, nos introducimos en la fase del sueño, el cual es elaborado conjunta y dialógicamente por todos los sectores que quieran participar. Realizada esta fase, se cogen unos trozos de sueño que se convierten en prioridades a conseguir en los próximos meses y/o años. Esta transformación en el aula consiste en los grupos interactivos.

## Grupos interactivos
Los grupos interactivos constan de tres pasos. En el primero, se agrupan en un mismo espacio a las niñas y niños en diferentes grupos según sus ritmos de aprendizaje. En el segundo, a las y los diferentes se les saca del aula habitual a otras aulas con adaptaciones curriculares. En el tercer paso, se les saca no sólo del aula, sino del propio instituto.
Los grupos interactivos son una forma flexible de garantizar el trabajo educativo en el aula. Tienen la finalidad de intensificar el aprendizaje mediante interacciones que se establecen entre todos los participantes.
Una de las premisas de estos grupos es que estén formados por personas heterogéneas, de esta manera se potencia que el alumnado se ayude entre sí, provocando un aprendizaje mucho más motivador y compresible a su vez. 

## Participación de las familias
Otra de las prioridades es la formación de la familia y de sus integrantes. La formación que se da a las personas que conviven con la niña o niño en el aula fomenta su aprendizaje, pero aún lo hace mucho más la formación que se da a las personas adultas con las que conviven en sus domicilios. En las comunidades de aprendizaje, las familias no sólo se forman sino que participan en plan igualitario en las comisiones de trabajo que se crean para llevar adelante cada una de las prioridades.

## Actividades
Algunos ejemplos de actividades realizadas mediante Comunidades de aprendizaje pueden ser, prácticas de lectura dialógica a través de tertulias literarias o bibliotecas tutorizadas.